# マニプル州
マニプル州（マニプルしゅう、マニプリ語: মণিপুর、英語: Manipur）は、インドの北東部にある州の一つ。インドの北東端で、ミャンマーに国境を接する。中心都市インパール。22,327平方キロメートル、2,855,794人。

## 歴史
1752年、土侯の一人アラウンパヤーが、シュウェボを都として国の再統一に乗り出すと、アラカン、シャムとともに戦場となった。
1891年、Anglo-Manipur War。
1944年、インパールを目指す日本軍が進入した（インパール作戦、ビルマの戦い）。
1997年、タドウ語を話すクキ族とパイテ族の間でクキ・パイテ民族紛争 (1997年 - 1998年)が勃発。
民族の一部には、インドからの分離独立や州境の変更などを目指すグループがあり、しばしば治安当局と衝突が発生。2012年の死者は双方で110人との集計値がある。
2023年5月、多数派であるメイテイ族が政府に対し、自分たちを「指定部族」に認定するよう要求したことに少数部族で構成するデモ隊が抗議し一部が暴徒化、54人が死亡したと報道された。

## 地理
大部分を占める西のマニプル丘陵、東のレタ山脈などほぼ南北に走る標高1000～2000mの数条の山岳地帯と中央に介在するインパール盆地からなる。バラク川、マニプル川などの谷がある。

## 地方行政区分

マニプル州の行政区分

### 県
- ビシュヌプル県（英語版） (Bishnupur District)
- チューラーチャーンドプル県（英語版） (Churachandpur District)
- チャンデール県（英語版） (Chandel District)
- 東インパール県（英語版） (Imphal East)
- セーナーパティ県（英語版） (Senapati district)
- ターメンロン県（英語版） (Tamenglong District)
- タウバール県（英語版） (Thoubal District)
- ウクルル県（英語版） (Ukhrul District)
- 西インパール県（英語版） (Imphal West)

### 主要都市
- インパール（Imphal）

## 産業
農業が中心で、盆地の沖積平野や山岳地帯の段々畑で、主産物の米、麦、豆類が栽培される。工業は手工業で養蚕とマニプル手織り綿布は名高い。
1995年には、ミャンマーとの国境貿易制度が緩和され、インド、ミャンマー両国民は日帰りを条件にビザ不要で往来が可能となった。これ以降、国境周辺ではインドの需要を満たすための東南アジアや中国製の商品の売買を中心とした商業活動が活発化している。

## 治安
州内では、しばしば武装勢力の活動が活発になるため、インド軍が武装勢力に対して発砲しても罪に問われない特別法が施行されている。2017年、この法を逆手に取り、インド軍兵士が一般住民相手にニセの交戦状態を作り出して報奨金を入手する手口が問題化。インド最高裁判所は、中央情報局に捜査を命じている。

## 住民

### 民族
住民は主にチベット・ビルマ語族の言語を話す人々であり、メイテイ人（ミーテイ、マニプル人とも）がもっとも多い。ほかにナガ族、クキ族など焼き畑農業を営む山岳民が多い。ナガ族は北のナガ丘陵に階段耕作を営む定着的な民族、クキ族は南のチン丘陵などに住む移動的な民族である。

### 言語
2001年の統計によれば、人口の58.4%がマニプリ語を用いる。ほかにタド語、タンクル語、カブイ語、パイテ語、ネパール語など。マニプリ語が州の公用語であり、英語が付加的な州の公用語になっている。

### 宗教
2011年の統計によれば、ヒンドゥー教が41.3%、キリスト教が41.2%を占める。ほかにイスラム教や伝統的な宗教（サナマヒ教）がある。